# Olympische Jugend-Winterspiele 2024/Teilnehmer (Thailand)
| Gelbes Symbol für Goldmedaillen mit stilisierten Olympischen Ringen | Graues Symbol für Silbermedaillen mit stilisierten Olympischen Ringen | Braundes Symbol für Bronzemedaillen mit stilisierten Olympischen Ringen |
| ------------------------------------------------------------------- | --------------------------------------------------------------------- | ----------------------------------------------------------------------- |
| —                                                                   | 1                                                                     | —                                                                       |

Thailand nahm an den Olympischen Jugend-Winterspielen 2024 in der südkoreanischen Provinz Gangwon mit 20 Athleten (8 Männer, 12 Frauen) teil.

## Medaillen

### Medaillenspiegel
| Rang   | Sportart | Gold | Silber | Bronze | Gesamt |
| ------ | -------- | ---- | ------ | ------ | ------ |
| 1      | Bob      | —    | 1      | —      | 1      |
| Gesamt | Gesamt   | —    | 1      | —      | 1      |

### Medaillengewinner
| Name/n         | Sportart | Wettkampf |
| -------------- | -------- | --------- |
| Silber         |          |           |
| Agnese Campeol | Bob      | Monobob   |

## Teilnehmer nach Sportart

### Biathlon
| Athleten            | Wettbewerbe    | Zeit        | Fehler       | Rang |
| ------------------- | -------------- | ----------- | ------------ | ---- |
| Frauen              |                |             |              |      |
| Jariyawadee Udomlap | 6 km Sprint    | 33:30,2 min | 8 (5+3)      | 87   |
| Jariyawadee Udomlap | 10 km Einzel   | 1:05:19,0 h | 17 (4+4+4+5) | 96   |
| Parichat Bunmani    | 6 km Sprint    | 32:50,4 min | 8 (3+5)      | 86   |
| Parichat Bunmani    | 10 km Einzel   | 1:28:10,1 h | 20 (5+5+5+5) | 98   |
| Phitchapha Northong | 6 km Sprint    | 33:33,5 min | 10 (5+5)     | 88   |
| Phitchapha Northong | 10 km Einzel   | 1:02:30,3 h | 13 (3+3+3+4) | 95   |
| Männer              |                |             |              |      |
| Thanakorn Ngoeichai | 7,5 km Sprint  | 33:27,9 min | 6 (1+5)      | 96   |
| Thanakorn Ngoeichai | 12,5 km Einzel | 57:32,6 min | 11 (3+3+3+2) | 93   |

### Bob
| Athleten          | Lauf 1  | Lauf 1 | Lauf 2  | Lauf 2 | Gesamt      | Gesamt |
| Athleten          | Zeit    | Rang   | Zeit    | Rang   | Zeit        | Rang   |
| ----------------- | ------- | ------ | ------- | ------ | ----------- | ------ |
| Frauen            |         |        |         |        |             |        |
| Agnese Campeol    | 56,84 s | 2      | 57,33 s | 3      | 1:54,17 min | Silber |
| Männer            |         |        |         |        |             |        |
| Kitthamet Palakai | 55,46 s | 9      | 55,61 s | 6      | 1:51,07 min | 7      |

### Freestyle-Skiing
| Athleten       | Wettbewerb  | Gruppenphase | Gruppenphase | Halbfinale    | Halbfinale    | Halbfinale    | Finale/Kleines Finale | Finale/Kleines Finale | Finale/Kleines Finale | Rang |
| Athleten       | Wettbewerb  | Punkte       | Rang         | Gegner        | Punkte        | Rang          | Gegner                | Punkte                | Rang                  | Rang |
| -------------- | ----------- | ------------ | ------------ | ------------- | ------------- | ------------- | --------------------- | --------------------- | --------------------- | ---- |
| Frauen         |             |              |              |               |               |               |                       |                       |                       |      |
| Natcha Frenkel | Dual Moguls | 8            | 16           | ausgeschieden | ausgeschieden | ausgeschieden | ausgeschieden         | ausgeschieden         | ausgeschieden         | 16   |

### Rennrodeln
| Athleten            | Wettbewerb | Lauf 1   | Lauf 1 | Lauf 2   | Lauf 2 | Gesamt       | Gesamt |
| Athleten            | Wettbewerb | Zeit     | Rang   | Zeit     | Rang   | Zeit         | Rang   |
| ------------------- | ---------- | -------- | ------ | -------- | ------ | ------------ | ------ |
| Frauen              |            |          |        |          |        |              |        |
| Sunita Chaiyapantho | Einsitzer  | 51,407 s | 28     | 51,504 s | 27     | 1:42,911 min | 26     |
| Männer              |            |          |        |          |        |              |        |
| Thiraphat Sata      | Einsitzer  | 48,779 s | 18     | 48,769 s | 20     | 1:37,548 min | 20     |

### Shorttrack
| Athleten              | Wettbewerb | Vorläufe     | Vorläufe | Viertelfinale | Viertelfinale | Halbfinale    | Halbfinale    | Finale A/B    | Finale A/B    | Rang |
| Athleten              | Wettbewerb | Zeit         | Rang     | Zeit          | Rang          | Zeit          | Rang          | Zeit          | Rang          | Rang |
| --------------------- | ---------- | ------------ | -------- | ------------- | ------------- | ------------- | ------------- | ------------- | ------------- | ---- |
| Frauen                |            |              |          |               |               |               |               |               |               |      |
| Punpreeda Prempreecha | 500 m      | 47,029 min   | 4        | ausgeschieden | ausgeschieden | ausgeschieden | ausgeschieden | ausgeschieden | ausgeschieden | 28   |
| Punpreeda Prempreecha | 1000 m     | 1:39,344 min | 4        | ausgeschieden | ausgeschieden | ausgeschieden | ausgeschieden | ausgeschieden | ausgeschieden | 29   |
| Punpreeda Prempreecha | 1500 m     | —            | —        | 2:27,267 min  | 3             | 2:33,336 min  | 6             | ausgeschieden | ausgeschieden | 18   |
| Männer                |            |              |          |               |               |               |               |               |               |      |
| Conlachart Taprom     | 500 m      | 1:08,040 min | 4        | ausgeschieden | ausgeschieden | ausgeschieden | ausgeschieden | ausgeschieden | ausgeschieden | 33   |
| Conlachart Taprom     | 1000 m     | 1:32,316 min | 4        | ausgeschieden | ausgeschieden | ausgeschieden | ausgeschieden | ausgeschieden | ausgeschieden | 28   |
| Conlachart Taprom     | 1500 m     | —            | —        | 2:49,322 min  | 5             | ausgeschieden | ausgeschieden | ausgeschieden | ausgeschieden | 29   |

### Skeleton
| Athleten           | Lauf 1      | Lauf 1 | Lauf 2      | Lauf 2 | Gesamt      | Gesamt |
| Athleten           | Zeit        | Rang   | Zeit        | Rang   | Zeit        | Rang   |
| ------------------ | ----------- | ------ | ----------- | ------ | ----------- | ------ |
| Frauen             |             |        |             |        |             |        |
| Phonchanan Pongsak | 57,45 s     | 14     | 58,63 s     | 16     | 1:56,08 min | 14     |
| Maturada Kanram    | 1:01,90 min | 18     | 1:01,65 min | 18     | 2:03,55 min | 18     |

### Ski Alpin
| Athleten                | Wettbewerb   | Lauf 1      | Lauf 1 | Lauf 2      | Lauf 2 | Gesamt      | Gesamt |
| Athleten                | Wettbewerb   | Zeit        | Rang   | Zeit        | Rang   | Zeit        | Rang   |
| ----------------------- | ------------ | ----------- | ------ | ----------- | ------ | ----------- | ------ |
| Frauen                  |              |             |        |             |        |             |        |
| Phichayaporn Thipkesorn | Riesenslalom | 1:16,16 min | 52     | 1:18,71 min | 41     | 2:34,87 min | 41     |
| Phichayaporn Thipkesorn | Slalom       | 1:29,25 min | 59     | 1:25,04 min | 44     | 2:54,29 min | 44     |
| Männer                  |              |             |        |             |        |             |        |
| Pattarapol Saengdaeng   | Riesenslalom | 1:04,58 min | 61     | 56,92 s     | 46     | 2:01,50 min | 46     |
| Pattarapol Saengdaeng   | Slalom       | 1:02,04 min | 59     | 1:11,04 min | 39     | 2:13,08 min | 39     |

### Skilanglauf
| Athleten                                                                    | Wettbewerbe      | Zeit        | Rang |
| --------------------------------------------------------------------------- | ---------------- | ----------- | ---- |
| Frauen                                                                      |                  |             |      |
| Kanyawat Limsamutchaikul                                                    | 7,5 km klassisch | 31:46,4 min | 65   |
| Kingkan Duangjumpa                                                          | 7,5 km klassisch | 30:03,0 min | 61   |
| Männer                                                                      |                  |             |      |
| Naravich Saisuk                                                             | 7,5 km klassisch | 25:52,6 min | 69   |
| Thanatip Bunrit                                                             | 7,5 km klassisch | 26:31,2 min | 71   |
| Mixed                                                                       |                  |             |      |
| Kingkan Duangjumpa Naravich Saisuk Kanyawat Limsamutchaikul Thanatip Bunrit | 4 × 5 km Staffel | 1:10:17,0 h | 23   |

| Athleten                 | Wettbewerbe     | Qualifikation | Qualifikation | Viertelfinale | Viertelfinale | Halbfinale    | Halbfinale    | Finale        | Finale        | Rang |
| Athleten                 | Wettbewerbe     | Zeit          | Rang          | Zeit          | Rang          | Zeit          | Rang          | Zeit          | Rang          | Rang |
| ------------------------ | --------------- | ------------- | ------------- | ------------- | ------------- | ------------- | ------------- | ------------- | ------------- | ---- |
| Frauen                   |                 |               |               |               |               |               |               |               |               |      |
| Kanyawat Limsamutchaikul | Sprint Freistil | 4:39,17 min   | 66            | ausgeschieden | ausgeschieden | ausgeschieden | ausgeschieden | ausgeschieden | ausgeschieden | 66   |
| Kingkan Duangjumpa       | Sprint Freistil | 4:14,18 min   | 57            | ausgeschieden | ausgeschieden | ausgeschieden | ausgeschieden | ausgeschieden | ausgeschieden | 57   |
| Männer                   |                 |               |               |               |               |               |               |               |               |      |
| Naravich Saisuk          | Sprint Freistil | 3:38,20 min   | 64            | ausgeschieden | ausgeschieden | ausgeschieden | ausgeschieden | ausgeschieden | ausgeschieden | 63   |
| Thanatip Bunrit          | Sprint Freistil | 3:48,47 min   | 73            | ausgeschieden | ausgeschieden | ausgeschieden | ausgeschieden | ausgeschieden | ausgeschieden | 72   |

### Snowboard
| Athleten                 | Wettbewerb | Qualifikation | Qualifikation | Finale | Finale | Rang |
| Athleten                 | Wettbewerb | Punkte        | Rang          | Punkte | Rang   | Rang |
| ------------------------ | ---------- | ------------- | ------------- | ------ | ------ | ---- |
| Frauen                   |            |               |               |        |        |      |
| Lubpawath Chayametisurat | Big Air    | DNS           | DNS           | DNS    | DNS    | DNS  |
| Lubpawath Chayametisurat | Slopestyle | DNS           | DNS           | DNS    | DNS    | DNS  |